# Луганське енергетичне об'єднання
ТОВ «Луганське енергетичне об'єднання» — енергетична компанія зі штаб-квартирою в місті Старобільськ Луганської області, яка займається розподіленням, транспортуванням та постачанням електроенергії в Луганській області.

## Історія
Державна акціонерна енергопостачальна компанія (ДАЕК) «Луганськобленерго» створена у 1995 році наказом Міненерго України від 01.08.1995 р № 139 на базі державного підприємства. У 1998 році була перетворена у відкрите акціонерне товариство (ВАТ) «Луганськобленерго». 2001 року створено  ТОВ «Луганське енергетичне об'єднання», яке стало новим власником мереж ВАТ «Луганськобленерго». З 2002 року компанія розпочала виробничу ліцензійну діяльність з передачі та постачання електроенергії на території Луганської області.
У зв'язку з військовими діями на частині території Луганської області та захопленням Луганська російсько-терористичними військами, штаб-квартиру компанії перенесено до Старобільська.

## Структура
До складу ТОВ «Луганське енергетичне об'єднання» входять: 
- Краснодонський РЕМ;
- Свердловський РЕМ;
- Краснолуцький РЕМ;
- Ровеньківський РЕМ;
- Антрацитівський РЕМ;
- Лисичанський РЕМ;
- Сватівський РЕМ;
- Сєвєродонецький РЕМ;
- Попаснянський РЕМ;
- Рубіжанський РЕМ;
- Кремінський РЕМ;
- Стахановський РЕМ;
- Алчевський РЕМ;
- Перевальський РЕМ;
- Первомайський РЕМ;
- Кіровський РЕМ;
- Східний РЕМ;
- Західний РЕМ;
- Лутугінський РЕМ;
- Щастинський РЕМ;
- Станично-Луганський РЕМ;
- Біловодський РЕМ;
- Новопсковський РЕМ;
- Старобільський РЕМ.[2]

## Діяльність
Загальна протяжність повітряних ліній електропередач, підпорядкованих компанії, становить 15 789,702 км на підконтрольній території та 16 262,564 км — на територіях, захоплених ОРЛО.